# Лаппаярви (озеро)
Ла́ппая́рви (фин. Lappajärvi) — крупнейшее кратерное озеро Финляндии. Расположено на территории общин Лаппаярви, Алаярви и Вимпели на северо-востоке области Южная Остроботния.
Водная поверхность озера находится на высоте 69,5 м над уровнем моря. Площадь — 145 км². Глубиной до 38 метров. Есть множество островов, крупнейший — Кярня, всего их 56, большинство сконцентрировано в северной части озера. Площадь водосборного бассейна — 1,5 тыс. км².
Озёрная котловина представляет собой ударный метеоритный кратер. Его возраст оценивается в 77,85 млн лет (± 0,78) млн лет. Ранее считалось, что котловина озера вулканического происхождения.